# Ізостери
Ізостери (рос. изостери; англ. isosteres; нім. Isosteren f pl) — ізолінії густини.
Дотичні терміни:
Ізостеричний:
- 1. Такий, що має однакову валентну електронну конфігурацію.
- 2. У фізико-органічній хімії — термін стосується замісника і означає: такий, що має подібні стеричні характеристики з іншим замісником.